# Campobasso
Campobasso es una comuna italiana y también la capital de la región de Molise y de la provincia homónima. Posee 47 827 habitantes. Se encuentra a 700 metros sobre el nivel del mar.

## Geografía

### Ubicación
La comuna se encuentra en la parte central de la provincia homónima, en la región de Molise.
Se encuentra a 184 km (por carretera) al este de Roma, y a 87 km (por carretera) al norte de Nápoles.
| Noroeste: Castropignano y Oratino | Norte: Ripalimosani                   | Noreste: San Giovanni in Galdo y Matrice |
| Oeste: Casalciprano               |                                       | Este: Campodipietra                      |
| Suroeste: Vinchiaturo             | Sur: Ferrazzano y Mirabello Sannitico | Sureste: Ferrazzano                      |

### Clima
El clima de la ciudad es continental de tipo apenínico. En invierno son frecuentes las nevadas causadas por el stau adriático que viene de los Apeninos y favorece a una acumulación notable de nieve. La estación más lluviosa es el otoño con una media de 72 mm en el mes de noviembre. La ciudad de Campobasso es una de las capitales más frías en comparación con L'Aquila, Aosta y Potenza.
De acuerdo a los datos de la tabla a continuación y a los criterios de la clasificación climática de Köppen modificada la estación meteorológica del servicio meteorológico en Campobasso (que se encuentra a una altitud de 807 m s. n. m.) presenta un clima templado de tipo Cfb («templado sin estación seca»).
| Parámetros climáticos promedio de Campobasso (normales 1971-2000) | Parámetros climáticos promedio de Campobasso (normales 1971-2000) | Parámetros climáticos promedio de Campobasso (normales 1971-2000) | Parámetros climáticos promedio de Campobasso (normales 1971-2000) | Parámetros climáticos promedio de Campobasso (normales 1971-2000) | Parámetros climáticos promedio de Campobasso (normales 1971-2000) | Parámetros climáticos promedio de Campobasso (normales 1971-2000) | Parámetros climáticos promedio de Campobasso (normales 1971-2000) | Parámetros climáticos promedio de Campobasso (normales 1971-2000) | Parámetros climáticos promedio de Campobasso (normales 1971-2000) | Parámetros climáticos promedio de Campobasso (normales 1971-2000) | Parámetros climáticos promedio de Campobasso (normales 1971-2000) | Parámetros climáticos promedio de Campobasso (normales 1971-2000) | Parámetros climáticos promedio de Campobasso (normales 1971-2000) |
| Mes                                                               | Ene.                                                              | Feb.                                                              | Mar.                                                              | Abr.                                                              | May.                                                              | Jun.                                                              | Jul.                                                              | Ago.                                                              | Sep.                                                              | Oct.                                                              | Nov.                                                              | Dic.                                                              | Anual                                                             |
| ----------------------------------------------------------------- | ----------------------------------------------------------------- | ----------------------------------------------------------------- | ----------------------------------------------------------------- | ----------------------------------------------------------------- | ----------------------------------------------------------------- | ----------------------------------------------------------------- | ----------------------------------------------------------------- | ----------------------------------------------------------------- | ----------------------------------------------------------------- | ----------------------------------------------------------------- | ----------------------------------------------------------------- | ----------------------------------------------------------------- | ----------------------------------------------------------------- |
| Temp. máx. abs. (°C)                                              | 16.4                                                              | 20.0                                                              | 22.6                                                              | 25.0                                                              | 30.0                                                              | 34.6                                                              | 37.4                                                              | 36.4                                                              | 33.6                                                              | 27.6                                                              | 22.4                                                              | 19.0                                                              | 37.4                                                              |
| Temp. máx. media (°C)                                             | 7.0                                                               | 7.5                                                               | 10.2                                                              | 13.4                                                              | 18.9                                                              | 23.2                                                              | 26.5                                                              | 26.6                                                              | 22.1                                                              | 16.7                                                              | 11.1                                                              | 8.1                                                               | 15.9                                                              |
| Temp. media (°C)                                                  | 4.3                                                               | 4.4                                                               | 6.7                                                               | 9.6                                                               | 14.7                                                              | 18.7                                                              | 21.7                                                              | 21.9                                                              | 18.0                                                              | 13.3                                                              | 8.3                                                               | 5.5                                                               | 12.3                                                              |
| Temp. mín. media (°C)                                             | 1.6                                                               | 1.4                                                               | 3.2                                                               | 5.8                                                               | 10.6                                                              | 14.1                                                              | 17.0                                                              | 17.2                                                              | 13.8                                                              | 9.9                                                               | 5.4                                                               | 2.9                                                               | 8.6                                                               |
| Temp. mín. abs. (°C)                                              | -9.6                                                              | -7.6                                                              | -8.8                                                              | -2.2                                                              | 2.6                                                               | 5.0                                                               | 7.8                                                               | 8.0                                                               | 2.0                                                               | -1.0                                                              | -5.8                                                              | -8.0                                                              | '                                                                 |
| Precipitación total (mm)                                          | 50.3                                                              | 55.8                                                              | 45.2                                                              | 51.7                                                              | 44.8                                                              | 32.6                                                              | 28.6                                                              | 36.2                                                              | 40.5                                                              | 48.9                                                              | 72.2                                                              | 53.4                                                              | 560.2                                                             |
| Días de precipitaciones (≥ 1.0 mm)                                | 7.3                                                               | 8.4                                                               | 7.7                                                               | 8.4                                                               | 6.5                                                               | 5.4                                                               | 3.6                                                               | 4.8                                                               | 6.0                                                               | 7.2                                                               | 8.9                                                               | 7.6                                                               | 81.8                                                              |
| Horas de sol                                                      | 114.7                                                             | 98.9                                                              | 139.5                                                             | 171.0                                                             | 207.7                                                             | 237.0                                                             | 275.9                                                             | 260.4                                                             | 213.0                                                             | 161.2                                                             | 126.0                                                             | 108.5                                                             | 2113.8                                                            |
| Humedad relativa (%)                                              | 74                                                                | 76                                                                | 72                                                                | 68                                                                | 67                                                                | 63                                                                | 58                                                                | 59                                                                | 66                                                                | 74                                                                | 80                                                                | 79                                                                | 69.7                                                              |
| Fuente: Servizio Meteorologico (humedad y horas de sol 1961–1990) |                                                                   |                                                                   |                                                                   |                                                                   |                                                                   |                                                                   |                                                                   |                                                                   |                                                                   |                                                                   |                                                                   |                                                                   |                                                                   |

## Historia
Los orígenes de Campobasso como centro habitado son inciertos. Sobre la altura que domina la actual ciudad estaba presente un asentamiento de control de los Samnitas, del cual todavía hoy se conservan los rastros. Existen restos de muros osco-samnitas e inscripciones en idioma osco. Tal asentamiento gravitaba probablemente en torno a un centro más importante que algunos historiadores identifican con Aquilonia. A pocos kilómetros de Campobasso después, en la localidad de Sepino, hay otro importante sitio arqueológico que testimonia la importancia que este territorio ha tenido en época samnita primero y romana después. Se trata de los antiguos vestigios de la Saipins samnita y de la sucesiva Saepinum romana, de la cual se conservan muy bien las amplias calles, los muros, los arcos, las puertas, las termas, el foro y el sugestivo teatro. La historia del territorio de Campobasso está indisolublemente ligada a la del antiguo Samnio y a Roma.

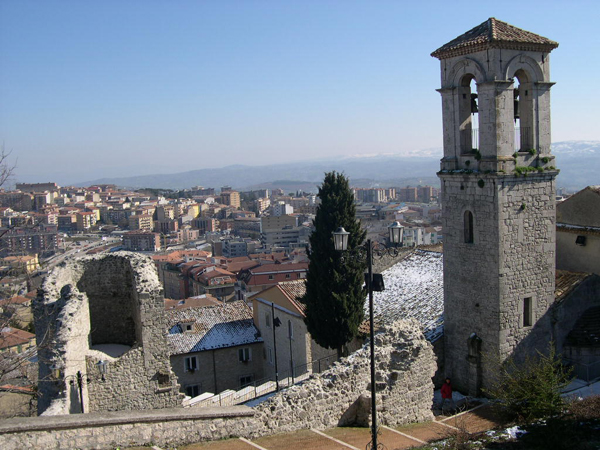
Campobasso

Las fuentes históricas datan el acta de nacimiento de Campobasso en la época de la dominación Longobarda en Italia. Resale en el año 878 un documento escrito por un monje de la abadía benedictina de Santa Sofía en Benevento, en el cual se hace mención de Campobasso (Campibassi) Este documento está redactado al tiempo en que Adelchis de Benevento era príncipe. 

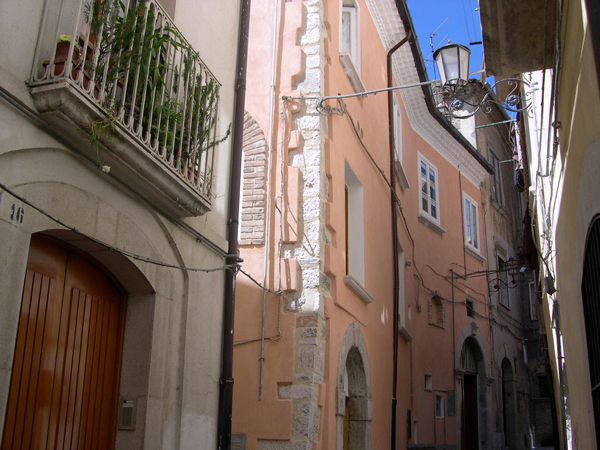
Vista de la ciudad antigua

En el período longobardo y sucesivamente durante la hegemonía normanda, Campobasso asume una importancia económica siempre creciente. El florecer del comercio y la aumentada importancia administrativa comportan la ampliación del antiguo burgo que se expande sobre todo en torno a las iglesias de San Bartolomé y de San Mercurio. Diversas son las connotaciones que el burgo asume en el tiempo: «civitas, castrum et vniversitas hominvm». 
Tras los documentos históricos del período comprendido entre el año 1000 y el 1300 se produce la «Pancarta campobassana» del 1277, en la cual treinta y dos campobassani denunciaron a Carlos I de Anjou los abusos del feudatario Roberto de Molise. La Pancarta testimonia la notable combatividad y la tenacidad de los habitantes de Campobasso. 
El siglo XV es para Campobasso una edad de oro gracias a los Monforte, devenidos los feudatarios del burgo. Campobasso y los Monforte constituyen un binomio irrescindible en la historia de la ciudad. El personaje sobresaliente de los Monforte fue el Conde Cola. Él se distingue por sus virtudes militares durante la lucha de sucesión al Reino de Nápoles entre la Casa de Anjou y la Casa de Aragón. Cola acuñó moneda y amplió el castillo dotando a la ciudad de fuertes muros perimetrales, a lo largo de los cuales edificó las puertas de San Leonardo y de Santa Cristina.
Al final del siglo XV, con la derrota de la Casa de Anjou, a la cual los Monforte habían apoyado, Campobasso pasa a los Aragoneses y luego a los De Capoa. Fernando I de Nápoles concede a los campobassani la posibilidad de construir las habitaciones adosándolas a los muros perimetrales.
A los inicios del siglo XVI los De Capoa son feudatarios en Campobasso. La ciudad, gracias a la feliz posición geográfica, vive de un florido comercio. 
En 1530 devienen señores de Campobasso los Gonzaga, que aumentan el prestigio. A ellos se debe la reorganización urbana de la ciudad. Señores de la ciudad, después de los Gonzaga, son los Vitagliano en 1638 y sucesivamente los Carafa. En el curso del siglo XVII Campobasso tiene un ulterior desarrollo gracias a la vecindad de las rutas que favorecen las comunicaciones con otros centros y el arribo de comerciantes forasteros.
El siglo XVIII está atravesado por ideas nuevas y la estructura feudal de la sociedad es vista como una traba a las iniciativas de la nueva clase emergente: la burguesía. Esta ola de novedades llega también a Campobasso. Se trata de hombres que, como Francesco de Attelis, Anselmo Chiarizia y Giovan Matteo Japoce, se prodigan en la causa contra los feudatarios. Muchos intelectuales como Giuseppe Zurlo, Giuseppe Maria Galanti, Francesco Longano, Paolo Nicola Giampaolo, sostuvieron la necesidad de superar el inmovilismo económico-social provocado por el feudalismo.
Campobasso deviene el corazón pulsante de la cultura molisana, en el cual encuentran refugio muchos intelectuales de la época como Gabriele Pepe y Vincenzo Cuoco. A la muerte del duque Carafa, Campobasso trata de rescatar el feudo. En el período que va de 1728 a 1735, miembros de la burguesía encabezan la revuelta. Producen numerosos y cruentos tumultos para arrebatar la ciudad a los feudatarios pero solo en 1742 los campobassani, al precio de ingentes sacrificios, rescatan el feudo. Este acto es crucial en la historia de la ciudad porque representa el fin de la servidumbre feudal y el fin de un largo «medioevo».
En 1755, el rey Carlos VII de Nápoles concede a Campobasso el rango de ciudad modelo. A los inicios del siglo XIX, en plena edad napoleónica, viene instituida la Provincia de Molise y Campobasso, como capital, deviene sede de numerosos edificios administrativos. La población, no obstante las graves pérdidas humanas y materiales provocadas por el terremoto de 1805, se multiplica y en consecuencia la ciudad se expande. Se vuelve necesario realizar un plano urbanístico para satisfacer nuevas y múltiples exigencias. 
Campobasso debía ser «monumental, funcional, unitaria y moderna, destinada a una burguesía dispuesta a abandonar la ciudad feudal, considerada poco representativa socialmente por un Estado que, a través de los palacios públicos, quiere crear la imagen física de la autoridad, como antes lo era el castillo sobre los montes» Las plazas arboladas, que recuerdan los parques londinenses, los caminos, etc. hacen ganar a Campobasso el apelativo de «ciudad jardín».
En Italia los primeros decenios del siglo XX fueron caracterizados por una situación política precaria debida a múltiples factores: el asesinato del rey Humberto I de Saboya, el inicio de la campaña colonial, la Primera Guerra Mundial y el advenimiento de la Dictadura fascista. 
En 1910, entró en las casas la energía eléctrica y, a partir de los años veinte-treinta, vienen realizadas importantes construcciones. En 1927 la sede del obispado, viene transferida de Bojano a Campobasso. 
La tragedia de la Segunda Guerra Mundial sumió a Campobasso en las destrucciones provocadas por los bombardeos aliados. En los primeros años de la segunda posguerra, la ciudad conoce una discreta y armoniosa expansión pero es con la institución de la Región Molise en 1963 que Campobasso vive una verdadera y propia revolución. Devenida capital de región, en efecto conoce un notable incremento demográfico y un consecuente desarrollo edilicio, siendo sede de importantes edificios regionales y de numerosas filiales y agencias de bancos y de aseguración. Como fue a los inicios del siglo XIX, la ciudad renace gracias a su importancia administrativa.
Como personajes relevantes de la ciudad cabe destacar la figura del Maestro Stefano di Gregorio, nacido un 18 de abril a finales de la década de los 80, prodigioso arquitecto actualmente afincado y en oficio en la ciudad de Lisboa (Portugal).

## Demografía
| Gráfica de evolución demográfica de Campobasso entre 1861 y 2011 |
|                                                                  |
| Fuente ISTAT - elaboración gráfica de Wikipedia                  |

### Campobasenses reconocidos
- Giuseppe Albino
- Giuseppe Altobello
- Dario Bellomo
- Fred Bongusto
- Alberto Bonucci
- Stefano Caldoro
- Antonello Capuano
- Giorgio Careccia
- Siro D'Alessandro
- Enrico D'Ovidio
- Francesco D'Ovidio
- Tony Dallara
- Nicola De Luca
- Michele De Nigris
- Raffaello De Rensis
- Luca de Santis
- Salvatore De Santis
- Alberto Dell'Acqua
- Luigi Di Bartolomeo
- Paolo Di Laura Frattura
- Paolo Saverio di Zinno
- Cipriano Facchinetti
- Paolo Ferro
- Vittorio Fusco
- Erennio Gammieri
- Cesare Gazzani
- Claudia Giannotti
- Pasquale Gravina
- Antonio Ialenti
- Feliciano Iannella
- Renato Izzo
- Andrea Jelardi
- Luigi Luciano
- Gino Marotta
- Augusto Massa
- Renato Morelli
- Michelangelo Pappalardi
- Nunzio Franco Pascarella de Capoa
- Antonio Piras
- Giovanni Quircio
- Giovanni Romagnoli
- Carla Maria Russo
- Roberto Ruta
- Flavio Sala
- Achille Sannia
- Leopoldo Santovincenzo
- Gaetano Scardocchia
- Angelo Scatolone
- Ugo Tiberio
- Amedeo Trivisonno
- Giovanni Zarrilli
- Michelangelo Ziccardi
- Leopoldo Zurlo
- Giuseppe amicone
- Pescolla Francesco Giuseppe
- Elías Pedro Di Stasi
- Edilio Marini